# Mount Steele
Mount Steele is de op vier na hoogste berg van Canada. De 5073 m hoge berg ligt in het Nationaal park Kluane in het zuidwesten van Yukon, circa 40 km van de grens met Alaska. Hij is onderdeel van de St. Elias Mountains en bevindt zich 9,5 km ten noordoosten van de hogere Mount Lucania.
Mount Steele is vernoemd naar Sir Sam Steele, pionier van de North West Mounted Police, een van de voorlopers van de huidige Royal Canadian Mounted Police, en actief als commandant in Yukon ten tijde van de goudkoorts van Klondike.
De berg werd een eerste maal beklommen in 1935 door een team onder leiding van Walter Wood, met Harrison Wood, Joseph Forbes en de Zwitserse berggids Hans Fuhrer.